# Carl Hiaasen

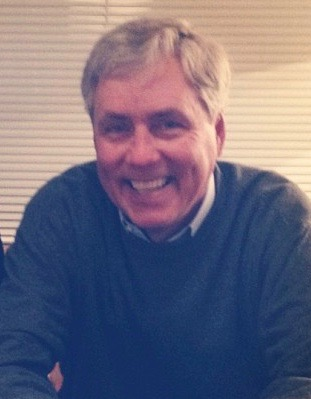
Carl Hiaasen (2012)

Carl Hiaasen (IPA: ['haɪjəsɛn]; * 12. März 1953 in Plantation, Florida) ist ein US-amerikanischer Journalist und Schriftsteller mit norwegischen Vorfahren.

## Leben
Carl Hiaasen wurde in der Stadt Plantation bei Fort Lauderdale als Sohn des Anwalts Odel und der Lehrerin Patricia geboren. Dort verbrachte er auch seine ersten Lebensjahre.
Nach dem Highschool-Abschluss heiratete er Connie Lyford und immatrikulierte sich 1970 an der Emory University. Im Jahr 1972 wechselte er zur University of Florida und machte 1974 seinen Abschluss in Journalismus. Nach zwei Jahren als Reporter bei der Cocoa Today in Cocoa in Florida wechselte Hiaasen 1976 zum Miami Herald, bei dem er auch heute noch arbeitet.
Er wandte sich 1979 dem investigativen Journalismus zu, konzentrierte sich auf das Baugewerbe und Grundstückserschließung und deckte profitorientierte Praktiken auf, die die Naturschönheiten Floridas zerstörten. Seit 1985 hat er eine Kolumne im Miami Herald, die zuerst alle drei Wochen und nun wöchentlich erscheint.
Nebenbei begann er in den 1980er-Jahren eine Karriere als Schriftsteller. Er war Ko-Autor dreier Thriller des befreundeten Journalisten Bill Montalbano (Powder Burn (1981), Trap Line (1981), A Death in China (1986)). Nachdem Montalbano Auslandskorrespondent wurde, schrieb Hiaasen 1986 sein erstes Buch Tourist Season, welches viele seiner markanten Stilelemente und Themen einführte.
Hiaasens Bücher spiegeln seine Interessen als Journalist und Einwohner von Florida wider. Seine Romane wurden als Umweltthriller klassifiziert, obwohl sie auch als Mainstreamsatiren des zeitgenössischen Lebens aufgefasst werden können. In seinen Romanen ist Florida das Land der geldgierigen Geschäftsleute, korrupten Politiker, dummen Blondinen, apathischen Rentner, intellektuell überforderten Touristen und militanten Umweltschützer, aber auch das Land John D. MacDonalds und Travis McGees, allerdings 20 Jahre später und in einer ironischeren und boshafteren Sichtweise.
Die Kritiken bemängeln, dass Hiaasens Arbeit im Wesentlichen in der penetrant wiederholten Veröffentlichung des immer selben Inhalts mit jeweils anderen Charakteren besteht. Tatsächlich folgen die Plots der Romane einem sich wiederholenden Schema. Wundervolle Gegenden Floridas werden von Wirtschaftskriminellen bedroht und von rätselhaften Helden gerettet. Trotzdem sorgen die verblüffende Vielfalt und die Eigenheiten der Charaktere stets für die Glaubwürdigkeit der Handlung.
Die Ehe mit Connie Lyford wurde 1996 geschieden. Hiaasen heiratete 1999 die Restaurantmanagerin Fenia Clizer, von der er sich 2019 trennte. 2020 heiratete er Kaitlin Fox. Er hat einen Sohn aus erster und einen weiteren aus zweiter Ehe.

## Bibliographie

### Fiktion für Erwachsene
- Powder Burn (1981) mit William D. Montalbano
- Trap Line (1982) mit William D. Montalbano
- A Death in China (1984) mit William D. Montalbano (dt.: Der Tod in China)
- Tourist Season (1986) (dt.: Miami Terror)
- Double Whammy (1987) (dt.: Miami Morde / Dicke Fische)
- Skin Tight (1989) (dt.: Unter die Haut)
- Native Tongue (1991) (dt.: Große Tiere)
- Strip Tease (1993) (dt.: Nachtclub / Striptease) (verfilmt 1996 als Striptease von Andrew Bergman, mit Demi Moore und Burt Reynolds)
- Stormy Weather (1995) (dt.: Stürmische Zeiten)
- Naked Came the Manatee (Kettenroman mit Dave Barry, Les Standiford, Paul Levine, Edna Buchanan, James W. Hall, Carolina Hospital, Evelyn Mayerson, Tananarive Due, Brian Antoni, Vicki Hendricks, John Dufresne und Elmore Leonard, 1996)
- Lucky You (1997) (dt.: Die Glücksfee)
- Sick Puppy (2000) (dt.: Krumme Hunde)
- Basket Case (2002) (dt.: Letztes Vermächtnis)
- Skinny Dip (2004) (dt.: Der Reinfall)
- Nature Girl (2006) (dt.: Sumpfblüten)
- Star Island (2010) (dt.: Sternchenhimmel)
- Bad Monkey (2013) (dt. Affentheater)
- Razor Girl (2016)
- Squeeze Me (2020)

### Fiktion für junge Leser
- Hoot (2002) (dt.: Eulen) (verfilmt 2006 als Hoot von Wil Shriner, mit Robert Wagner und Songs von Jimmy Buffett)
- Flush (2005) (dt.: Fette Fische)
- Scat (2009) (dt.: Panther)
- Chomp (2012) (dt.: Echte Biester)
- Skink – No Surrender (2014) (dt.: Einäugige Echse)
- Squirm (2018) (dt.: Schlangenjagd)

### Sachbücher
- Team Rodent: How Disney Devours the World (1998)
- Kick Ass (1999) (Kolumnen)
- Paradise Screwed: Selected Columns (2001) (Kolumnen)
- The Downhill Lie (2008)
- Dance of the Reptiles (2014) (Kolumnen)
- Assume the Worst: The Graduation Speech You'll Never Hear (2018)

### Eragon
Im Frühling 2002 wurde Carl Hiaasen auf das Buch Eragon aufmerksam, das im Eigenverlag der Familie Paolini erschienen war. Hiaasen holte sich die Erlaubnis der Familie ein, das Buch seinem Verleger Alfred A. Knopf vorstellen zu dürfen. Der kaufte daraufhin die Rechte an Eragon.

## Verfilmung
Der Roman Bad Monkey von Carl Hiaasen wurde im Jahr 2024 als TV-Serie adaptiert und konnte mit einer hochkarätigen Besetzung aufwarten. Zu den prominenten Schauspielern zählen Vince Vaughn, der die Hauptrolle übernahm, sowie Michelle Monaghan, Rob Delaney, Zach Braff, Scott Glenn und Natalie Martinez. Die Serie bringt den typisch bissigen Humor und die gesellschaftskritischen Untertöne von Hiaasens Werk auf die Bildschirme. In dieser spannenden Mischung aus Krimi und Satire spielt Vince Vaughn einen in Ungnade gefallenen Polizisten, der in die turbulenten Ereignisse rund um eine mysteriöse Leiche verwickelt wird.

## Auszeichnungen
1992 wurde Hiaasen mit dem Dilys Award der Independent Mystery Booksellers Association (IMBA) für den Roman Native Tongue (dt.: Große Tiere) ausgezeichnet. Der Jugendkrimi Eulen gewann einen Newbery Honor von der Association for Library Service to Children und 2005 den Rebecca Caudill Young Reader’s Book Award. 2006 erhielt er den Agatha Award für den Jugendkrimi Flush (dt.: Fette Fische).

## Andere Florida-relevante Krimiautoren
- James W. Hall
- John D. MacDonald
- Les Standiford
- Charles Willeford
- Laurence Shames
- Tim Dorsey
- Dave Barry